# Anadol
Anadol (ukrainisch und russisch Анадоль) ist ein Dorf in der ukrainischen Oblast Donezk mit etwa 600 Einwohnern.

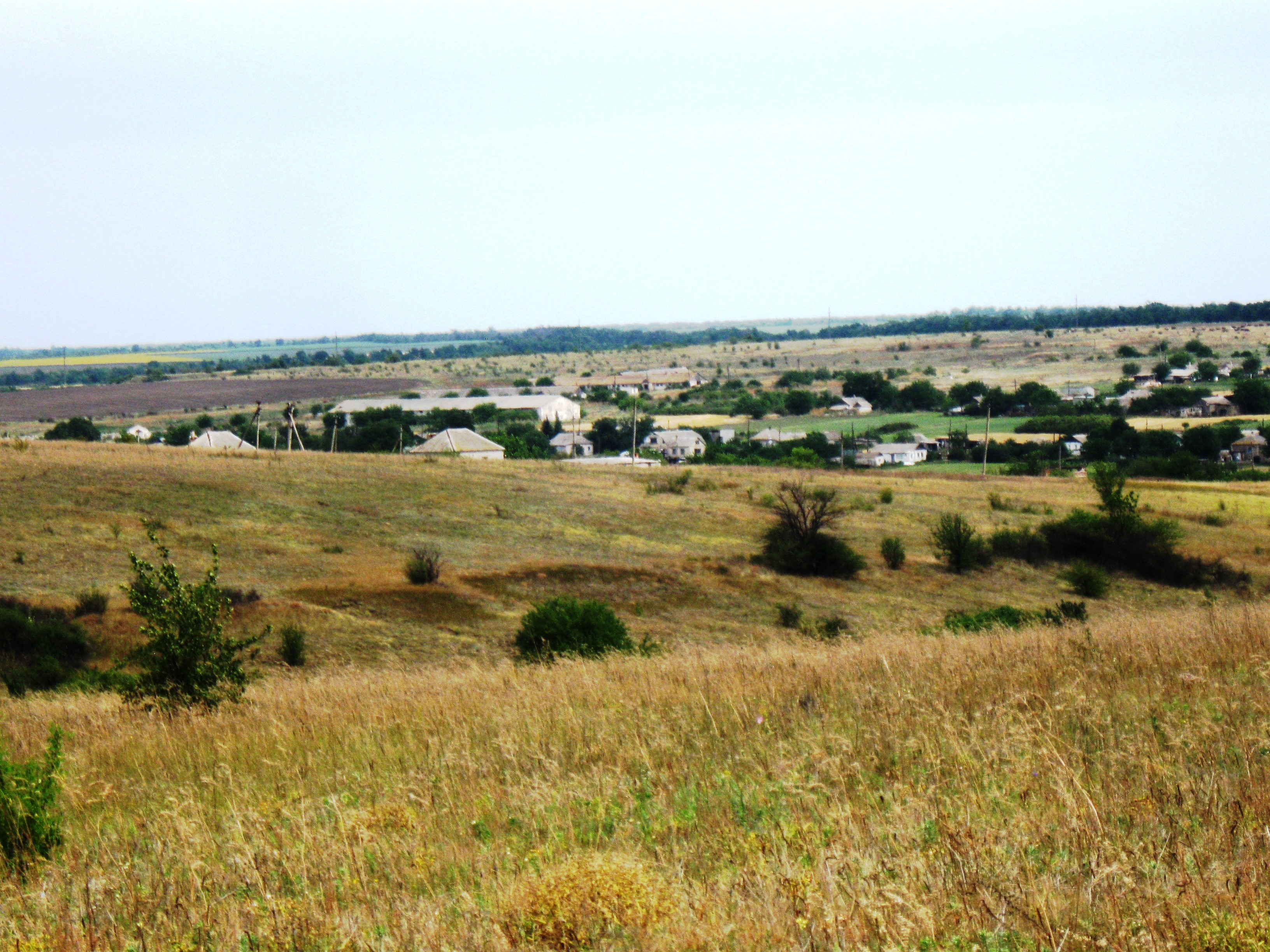
Blick auf den Ort

Das Dorf wurde 1826 von griechischen Siedlern gegründet und liegt im Rajon Wolnowacha am Fluss Kaltschyk (Кальчик) östlich der Fernstraße N 20, etwa 178 km südöstlich vom Rajonzentrum Wolnowacha und 60 km südwestlich vom Oblastzentrum Donezk entfernt. 
Am 12. Juni 2020 wurde das Dorf ein Teil der neugegründeten Landgemeinde Chlibodariwka, bis dahin bildete es zusammen mit dem Dorf Polkowe (Полкове) die gleichnamige Landratsgemeinde Anadol (Анадольська сільська рада/Anadolska silska rada) im Südosten des Rajons Wolnowacha.